# Anacroneuria laminata
Anacroneuria laminata és una espècie d'insecte plecòpter pertanyent a la família dels pèrlids.

## Descripció
- Els adults presenten principalment les antenes de color groguenc, tot i que quelcom més fosques a la base.[5]

## Hàbitat
En el seu estadi immadur és aquàtic i viu a l'aigua dolça, mentre que com a adult és terrestre i volador.

## Distribució geogràfica
Es troba a Sud-amèrica: Rio Grande do Sul (el Brasil).